# Aldair
Aldair, azaz Aldair Santos do Nascimento (Ilhéus, 1965. november 30. –) világbajnok brazil válogatott labdarúgó, aki 2010-ben visszavonult.